# چونینگ، کنت
چونینگ (به انگلیسی: Chevening) یک روستا و محله مدنی در بریتانیا است که در Chevening واقع شده‌است. چونینگ ۳٬۰۹۲ نفر جمعیت دارد.